# ساندرا هاردينغ
ساندرا هاردينغ (بالإنجليزية: Sandra Harding)‏ هي فيلسوفة أمريكية، ولدت في 29 مارس 1935.

## وصلات خارجية
- ساندرا هاردينغ على موقع الموسوعة البريطانية (الإنجليزية)